# Solaize
Solaize är en kommun i departementet Rhône i regionen Auvergne-Rhône-Alpes i östra Frankrike. Kommunen ligger i kantonen Saint-Fons som tillhör arrondissementet Lyon. År 2022 hade Solaize 3 131 invånare.

## Befolkningsutveckling
Antalet invånare i kommunen Solaize
| Referens: INSEE |